# Electronic data interchange
Az elektronikus adatcsere (Electronic data interchange (EDI)) szigorúan strukturált üzeneteknek számítógépek közötti, emberi közreműködés nélkül megvalósított cseréje. Az EDI üzenetek elektronikus cseréjét jelenti két fél között, és bármelyik fél lehet az üzenet küldője vagy fogadója. Az elektronikus dokumentumokat, amelyek a szigorúan megformázott üzeneteket reprezentálják, a küldőtől a fogadóig tetszőleges távközlési csatornán, vagy fizikai tároló eszközön el lehet juttatni.
Kiemelkedő szerepe van a szállítólevelek küldésénél, elektronikus számlázásnál, banki átutalásoknál, elektronikus adóbevallásnál, stb. Ennek megfelelően az elektronikus adatcserének iparágaknak megfelelően több megvalósítása, szabványa ismert.
Az EDI lehet egy szervezeten belüli szervezeti egységek, vagy különböző szervezetek közötti üzleti párbeszédnek, adatcserének a technikai megvalósítása. Fontos megjegyezni, hogy az EDI magában foglalja az elektronikus adatcsere teljes paradigmáját. Az adatkapcsolatot, az üzenetfolyamot, az elektronikus dokumentumok formátumát, a szoftvereket, amelyek a dokumentumok kódolására, titkosítására és értelmezésére szolgálnak. Az EDI az elektronikus dokumentumoknak egy rendkívül szigorú, szabványosított formátumot definiál. Ez lehetővé teszi, hogy például elektronikus számlákat lehessen kibocsátani, és nagyon jól használható logisztikai rendszerekben.
Ez az Európai Unióban illetve az Amerikai Egyesült Államokban az elektronikus számlázás bevezetését követően nemzeti adóhivatalok által, rendeletben került meghatározásra.

## Az elektronikus adatcsere története
Az első elektronikus üzenetváltásra 1840-ben került sor; ez volt az első távírós üzenetváltás. A távíró korai felhasználói közül a legjelentősebbek a vasúttársaságok és a különböző hadseregek voltak. Már jóval a századvég előtt mind a vasúttársaságok, mind a hadseregek, különböző megfontolásokból ugyan, de elkezdtek rövid 3-4 betűből (karakterből) álló rövidítéseket használni, esetenként egész mondatokat így rövidítve. Ez csökkentette a hibalehetőséget, gyorsította kommunikációt és jelentősen növelte a biztonságot. Ezzel, tulajdonképpen az első világháború idejére már kialakult az üzenet alapú kommunikáció amely a második világháború során az akkor bevezetett Frequency-Shift Keying (FSK) teletype jelentősen megnövelte az üzenetek továbbításának mind a kapacitását, mind a sebességét.
1960-ra az egész világon elterjedtek a számítógépek, amelyeket ekkor már a mindennapi gazdaságban nagyon sok célra felhasználtak (könyvelés, raktárnyilvántartás stb.) de az üzleti adatcsere változatlanul manuális eszközökkel felhasználásával faxon, teletype-on vagy telexen zajlott. A számítógépből kapott adatokat kézzel vitték be a telexbe és a kapott üzenetet ismét kézzel írták be a fogadó vállalat számítógépébe. Ez végtelen hibalehetőséget jelentett. Az első lépést az 1960-as években a fax használatával kialakított szabványos űrlapok megjelenése jelentette az elektronikus adatcsere elterjedésében.
Időközben megjelentek az első számítógépek közötti közvetlen kapcsolatok, különböző lokális hálózatok, majd az ezekből kialakított értéknövelt hálózatok (Value Added Networks (VAN)). Ezek a hálózatok közvetlenül kapcsolták össze az üzemeltetésükben részt vevő partnerek számítógépeit. Ezekkel az értéknövelt hálózatokkal együtt megjelentek az első EDI üzenetek is. Ezek nem voltak szabványosítva, a hálózat felhasználói közötti egyezség határozta meg a formátumokat.
1978-ban a legnagyobb beszállítói rendszerrel működő iparág az autóipar szükséglete kényszerítette ki az első egységes elektronikus adatcsere szabványt a VDA-t. Ez a szabvány a nevét a létrehozója a német Autóipari Szövetség (Verband der Automobilindustrie e. V., rövidítve: VDA) után kapta. 10 évvel később 1988-ban a ENSZ jelentette meg az UN/EDIFACT szabványt a mind máig legelterjedtebb EDI szabványt.
Az Internet megjelenését követően az elektronikus üzleti lehetőségek euforikus fejlődésbe kezdtek (e-commerce, e-business, elektronikus piacterek stb.) ezzel együtt technikai oldalon megjelent az XML (általános jelölőnyelv), az üzenetcsere (Message Passing) módszere az objektumorientált nyelvekben, és a SOAP (üzenet alapú protokoll). Az elektronikus adatcsere a mindennapi élet megkerülhetetlen részévé vált.

## EDI szabványok
Az EDI szabványokat szoftver technológiáktól és távközlési protokolloktól függetlennek tervezték. Lényegébe véve a dokumentum feladója és címzettje közötti megállapodás rögzíti a üzenetküldés módját. Ez teret ad informatikai technológiák széles körének a használatára: szinkron vagy aszinkron modemek, FTP, elektronikus levél (e-mail), FTP, HTTP, AS1, AS2 stb. Nagyon fontos megkülönböztetni az EDI dokumentum formátumát és a EDI üzenetküldés módját. Elterjedt az a téves nézet, hogy EDI-ről csak nem internetalapú elektronikus adatcsere esetén beszélhetünk. A gyakorlatban a nem internetprotokollok mellett, a legkülönbözőbb internetprotokollokat (FTP, telnet, elektronikus levelezés) is használjuk elektronikus adatcserére, Az EDI szabványok elsősorban a dokumentum formátumot szabályozzák azt viszont nagyon szigorúan.

### UN/EDIFACT
Az UN/EDIFACT (United Nations Electronic Data Interchange For Administration, Commerce and Transport.) az elektronikus adatcserére 1988-ban elfogadott iparágtól független nemzetközi szabvány. Jól mutatja jelentőségét, hogy ezt az első nemzetközi szabványt az Egyesült Nemzetek Szervezetének az egyik intézményében dolgozták ki. A feladat bonyolultságát jól mutatja, hogy az eredetileg egységesnek elképzelt EDIFACT szabványnak az idők folyamán több tucat iparág specifikus változata jött létre.
- CEFIC – Vegyipar
- EANCOM – Iparcikkgyártás és kereskedelem
- EDIBDB – Építő- és építőanyagipar
- EDIFICE – High Tech
- EDIFOR - Szállítmányozás
- EDIFURN – Bútoripar és Bútorkereskedelem
- EDIGAS - Gázszállítás
- EDILEKTRO - Elektromos gépipar és kereskedelem
- EDILIBE – Könyvkereskedelem
- EDITEC - Fürdőszoba-berendezések, vízszerelő anyagok
- EDITEX – Textilipar
- EDITRANS - Közlekedés
- EDIWHEEL - Autógumi és futómű előállítók (AdHoc EDI)
- ETIS - Telekommunikáció (elsősorban számlázás)
- ODA/ODIF - Általános dokumentumformátumok
- ODETTE - Autóipar, autóipari beszállítók
- RINET - Biztosítás
- Edi@Energy - Áram- és gázszolgáltatók

Az EDIFACT egy speciális célú leíró nyelv. Minden üzenet egy borítékból áll (envelope) amit akár egy levélborítékként is elképzelhetünk. Ez a boríték UNB és UNZ szegmensekből áll. A borítékban kerülnek megadásra az üzenet küldőjének és fogadójának előre rögzített kódja, az üzenet szövege, az azonosítást biztosító adatok, és különböző ellenőrző kódok. Maga az üzenet szegmensekből, adatcsoportokból és elemi adatokból áll.
Az EDIFACT szabvány az adatformátumot definiálja és nem az adatcserét vagy az adatátvitelt. Ez azt jelenti, hogy egy szabványos EDIFACT üzenetet tetszőleges adatátviteli protokollon és adatátviteli eszközön továbbíthatunk aminek segítségével lehetőség van elektronikus adatok továbbítására.
Eredetileg az EDIFACT üzenetek továbbítására bérelt telefonvonalat használtak, de gyakran továbbítottak EDIFACT üzeneteket floppy lemezeken vagy mágnesszalagon is. Az internet elterjedésével minden adatcserére alkalmas internetprotokoll felhasználható EDIFACT üzenetek továbbítására.

#### Példa
Az alábbi EDIFACT üzenet repülőgép helyfoglalására szolgál. Fontos tudni, hogy az EDI üzenetekben nincs sortörés, azok folytonos karakterláncként kerülnek továbbításra. Ebben a példába a sortöréseket a jobb olvashatóság miatt tettük bele.
```
UNA:+.? '
UNB+IATB:1+6XPPC+LHPPC+940101:0950+1'
UNH+1+PAORES:93:1:IA'
MSG+1:45'
IFT+3+XYZCOMPANY AVAILABILITY'
ERC+A7V:1:AMD'
IFT+3+NO MORE FLIGHTS'
ODI'
TVL+240493:1000::1220+FRA+JFK+DL+400+C'
PDI++C:3+Y::3+F::1'
APD+74C:0:::6++++++6X'
TVL+240493:1740::2030+JFK+MIA+DL+081+C'
PDI++C:4'
APD+EM2:0:1630::6+++++++DA'
UNT+13+1'
UNZ+1+1'
```

Az UNA-szegmensben írjuk le a szegmens terminátort, az elemi adat szeparátort, az adatcsoport szeparátort valamint a törlő karaktert:
- ' --- szegmens terminátor
- + --- elemi adat szeparátor
- : --- adatcsoport szeparátor
- ? --- törlő karakter

UNH+1+PAORES:93:1:IA'- A fejléc (szegmens) ezzel kell minden üzenetnek kezdődnie. Ez a kód tartalmazza az üzenet nevét és használt verziót PAORES 93 revision 1 valamint azt, hogy ezt a verziót az IA (IATA) definiálta.
IFT+3+NO MORE FLIGHTS' - ez egy szabad szöveg szegmens aminek a tartalma "NO MORE FLIGHTS".
UNT+13+1' - záró szegmens (trailer) jelzi, hogy az elküldött üzenet 13 szegmensből állt.

### ANSI ASC X12
Az ANSI X12 elektronikus adatcsere szabványt az Amerikai Nemzeti Szabványügyi Intézetnek az elektronikus adatcsere szabványosítására 1977-ben felállított X12-es bizottsága (ASC X12) dolgozta ki. ANSI ASC X12 szabványt először 1982-ben jelentették be.
A szabvány jelentős hatással volt a UN/EDIFACT szabvány kidolgozására. Az elsősorban Európában használt EDIFACT-tól az üzenetek felépítésében tér el. Az X12-ben is lehetősége van az elektronikus üzenet fogadójának, hogy az üzenet teljességét egy úgy nevezett konverterrel ellenőrizze, és azt, mint választ, egy válasz fájlban visszaküldje. Az üzenet szegmenseinek számát is rögzítik. ASC X12 bizottság a közigazgatás és az üzleti élet területén több mint 315 X12 alapú EDI szabványt támogat. Az X12 szabványokat az EDIFACT-tól eltérően XML sémák definiálják. Az ASC X12 bizottságnak több mint 3000 szakértő tagja van több mint 350 amerikai vállalat képviseletében.
- ORD - megrendelők
- MAT - anyagkezelés
- TAX - adóügyi
- WAR - raktározás
- FIN - pénzügy, számvitel
- GOV - állam iránti kötelezettségek
- MAN - darabárú gyártás
- DEL - szállítás
- ENG - mérnöki és tanácsadói szolgáltatások
- INS - egészségügy, biztosítás
- MIS - egyéb ANSI X12-es tranzakciók
- MOR - ingatlanfejlesztés, ingatlankezelés
- PSS - szolgáltatások
- QSS - minőségbiztosítás, biztonságtechnika
- STU - oktatás
- Közlekedés területén:
  - TAM - légi közlekedés
  - TOS - tengerhajózás
  - TRS - vasúti közlekedés
  - TAS - közúti közlekedés

Az ANSI X12 felosztását tekintve egy az egyben nem feleltethető meg az EDIFACT szabványok felosztásának, de a legtöbb esetben létezik megfeleltetés és a formátumok konvertálása is megoldott.

### SWIFT
Swift a Nemzetközi Bankközi Pénzügyi Telekommunikációs Társaság (Society for Worldwide Interbank Financial Telecommunication) rövidítése. A társaság egy egy 1973-ban, a Brüsszelhez közel fekvő La Hulpe helységben alapított társaság. A társaság 1977-ben ugyanezen a néven egy bankközi ügyintéző számítógép-hálózatot is létesített.
A SWIFT-hálózat bankközi hálózat, amely a szolgáltatások rendkívül széles palettáját biztosítja: számláról számlára történő átutalások, elszámolások, devizapiaci- és értékpapírügyletek, beszedési megbízások (inkasszó) stb.
Üzemeltetését először BSC protokoll biztosította, majd 1991-ben, a SWIFT II hálózat indításával, áttértek az X-25 protokollra. 2004 óta IP alapú hálózatot használnak, a SwiftNet-et.
Az EDI szempontjából fontos hogy, az adatátvitel kódolt, és használata során nagyon szigorú kódolási és azonosítási eljárást kell követni. A hálózat mintegy 200 ország, kb. 7 000 pénzintézetének szolgáltatásait látja el.
A SWIFT hálózat a Nemzetközi Szabványügyi Szervezet (ISO) által rögzített szabványokat használ az üzenetek formátumára és tartalmi összetevőire. A SWIFT társaság a következő nemzetközi szabványok kezelője:
- ISO 9362 (1994) - bankolás–bankközi telekommunikációs üzentek–bank azonosító kódok
- ISO 10383 (2003) - biztonsági szabványok és kapcsolódó banki eszközök–csere kódok és üzleti azonosítók (MIC)
- ISO 13616 (2003) - IBAN regiszter
- ISO 15022 (1999) - biztonsági előírások–üzenetsémák (adatmező regiszter) (eredetileg ISO 7775)
- ISO 20022-1(2004) und ISO 20022-2 (2007) pénzügyi szolgáltatások–általános pénzügyi üzenetsémák

A banki területre vonatkozó egységes erőforrás-azonosító (URN): urn:swift a 3615-ös RFC-ben került rögzítésre

## Web EDI
A Web EDI a szervezetek számítógéprendszerei közötti strukturált adatcseréje (EDI) az interneten keresztül.
Alapvetően a kis- és középvállalkozások érdekeit szolgálja, mivel minimális anyagi befektetéssel lehetővé teszi a korlátozott infrastruktúrával rendelkező cégek számára az elektronikus adatcserét. A folyamat során az adatfájlok nem egyből az ügyviteli rendszerbe, hanem egy webes interfészre kerülnek.
Előnyei
- költséghatékony,
- csak egy PC és internetelérés kell hozzá,
- papír alapú dokumentumokhoz képest költségmegtakarítás (nyomtatás, postázás és archiválás kiváltása),
- gyorsan üzembe helyezhető,
- megrendelések, szállítási értesítések, átvételi értesítések és számlák elektronikus feldolgozása,
- számlák gyors lekérdezése az archívumból.

Hátrányai
- mivel nem integrált, nem is teljesen automatikus,
- időigényes a manuális beavatkozások miatt nagyobb hibalehetőség.

A Web EDI révén a KKV-k is egyértelműen részesülnek az elektronikus adatcsere előnyeiből.

## Elektronikus adatcsere (EDI) Magyarországon
Magyarországon az üzleti életben már a 20. század végén használtak EDI-t. Leginkább egy egy vállalatcsoporton belüli elszámolásokra és logisztikai célokra (pl. szállítólevelek továbbítására). Az igazi áttörésre 2002-ben került sor, miután a Országgyűlés elfogadta a 2001. szeptember elején hatályba lépett elektronikus aláírást szabályozó törvényt.

### Elektronikus adóbevallás
Magyarországon az EDI használatának egyik legismertebb megvalósítása a NAV által a magyarországi vállalkozások számára kötelezően előírt elektronikus nyomtatványkitöltő programok. A NAV (akkori nevén az APEH), miután 2002-ben a kormány kiadta a 30/2002. (X. 11.) PM-IHM együttes rendeletet Az adókötelezettségnek az Adó- és Pénzügyi Ellenőrzési Hivatalhoz elektronikus aláírás alkalmazásával történő teljesítésének szabályairól. 2003-ban az APEH elindította az adóbevallások elektronikus adatcserével történő teljesítésének rendszerét.
A NAV által használt nyomtatványkitöltő programok űrlapjai szigorúan definiált XML szabványok szerint elkészített űrlapok, amelyek formátuma gyakorlatilag azonos a megfelelő nyomtatott űrlapéval. Azonban az adatcsere biztonságos internetkapcsolaton keresztül elektronikusan az ügyfél és a NAV számítógépe közt valósul meg. Az eljárás az űrlapok önellenőrző funkcióival csökkenti az adózó által elkövetett formai hibák lehetőségét és azzal, hogy az adóbevallás közvetlenül (emberi interakció nélkül) kerül be a NAV rendszerében jelentős mértékben nő a feldolgozás biztonsága és gyorsasága. 2010-ben papíralapon már csak magánszemélyek adhatnak be adóbevallást.

### Elektronikus számlázás
Magyarországon 2004-ben, a számviteli törvény módosításával vezették be az elektronikus bizonylat fogalmát, amikortól is lehet elektronikus számlát kiállítani. Az elektronikus számlákat a Nemzeti Adó- és Vámhivatal a hatályos jogszabályok szerint elfogadja, valamint az egyes közigazgatási területeken kötelezővé tette azok befogadását és kezelését (pl. elektronikus beszámoló elektronikus számlája).
Az elektronikus számla olyan nem papír alapú számla, amely egy eredeti példányban készül, és egyszerűen fájlmásolás útján sokszorosítható.
Az áfatörvény 175. § (1) bekezdése alapján számlát elektronikus úton kibocsátani kizárólag abban az esetben lehet, ha a számla és az abban foglalt adattartalom sértetlensége, valamint eredetiségének hitelessége biztosított. Ennek egyik legelterjedtebb és legolcsóbb megvalósítási lehetősége az EDI alapú elektronikus számlakibocsátás.
Az elektronikus adatcsere rendszerben létrehozott és továbbított számlához nincs szükség hitelesítő-szolgáltatóra, az adatcsere és a rendszer csak kétszereplős. Ebben az esetben a számlán szereplő adatok megbízhatóságát, hitelességét a rendszer zártsága biztosítja, amely lehetetlenné teszi a kommunikációba történő bármilyen külső beavatkozást. Az EDI rendszernek így nem alapfeltétele az elektronikus aláírás, mivel lényegében két számítógép zárt kommunikációjáról van szó. Emiatt azonban a feleknek szükséges előzetesen és írásban megállapodni arról, hogy pontosan milyen formátumot használnak és részletes technikai leírást adnak mind az EDI adatokról, mind pedig a rendszer használatáról. Ehhez a szerződéshez a 46/2007 PM rendelet egy ajánlott mintát is tartalmaz, amely összhangban áll az uniós ajánlással.